# The Orchard
A The Orchard Enterprises NY, Inc., amely The Orchard néven üzletel, egy amerikai zenei és szórakoztatóipari cég, amely médiaterjesztésre szakosodott. Ez a Sony Music Entertainment New York-i székhelyű leányvállalata. 2019-ben a cég eladta filmes és televíziós részlegét, melynek neve 1091 Media lett.

## Története
A céget 1997-ben alapította Scott Cohen és Richard Gottehrer New Yorkban.
2003 elején a The Orchardot megvásárolta a Dimensional Associates. Danny Stein, a Dimensional Associates vezérigazgatója lett az ügyvezető elnök, míg Greg Scholl, aki a McKinsey & Company menedzsment tanácsadó cégnél dolgozott, a The Orchard vezérigazgatója lett, megváltoztatva a cég stratégiáját és működési modelljét, valamint új menedzsment csapatot kialakítva.
2009-ben a The Orchardot Észak-Amerika 66. leggyorsabban növekvő vállalatának nevezték a 2004 és 2009 közötti öt éves időszakban. 2009-ben Scholl elvállalta az NBCUniversal helyi integrált médiáért felelős elnöki posztját, Brad Navin pedig a vezérigazgató lett.
2012-ben a Sony 51%-os többségi részesedést szerzett a cégben egy készpénzes és részvénycsere megállapodás keretében, amelynek becsült összértéke 100 millió dollár volt. 2015-ben a Sony Music Entertainment megszerezte a cég fennmaradó részesedését több mint 200 millió dollárért.